# RECCO

Recco-Logo

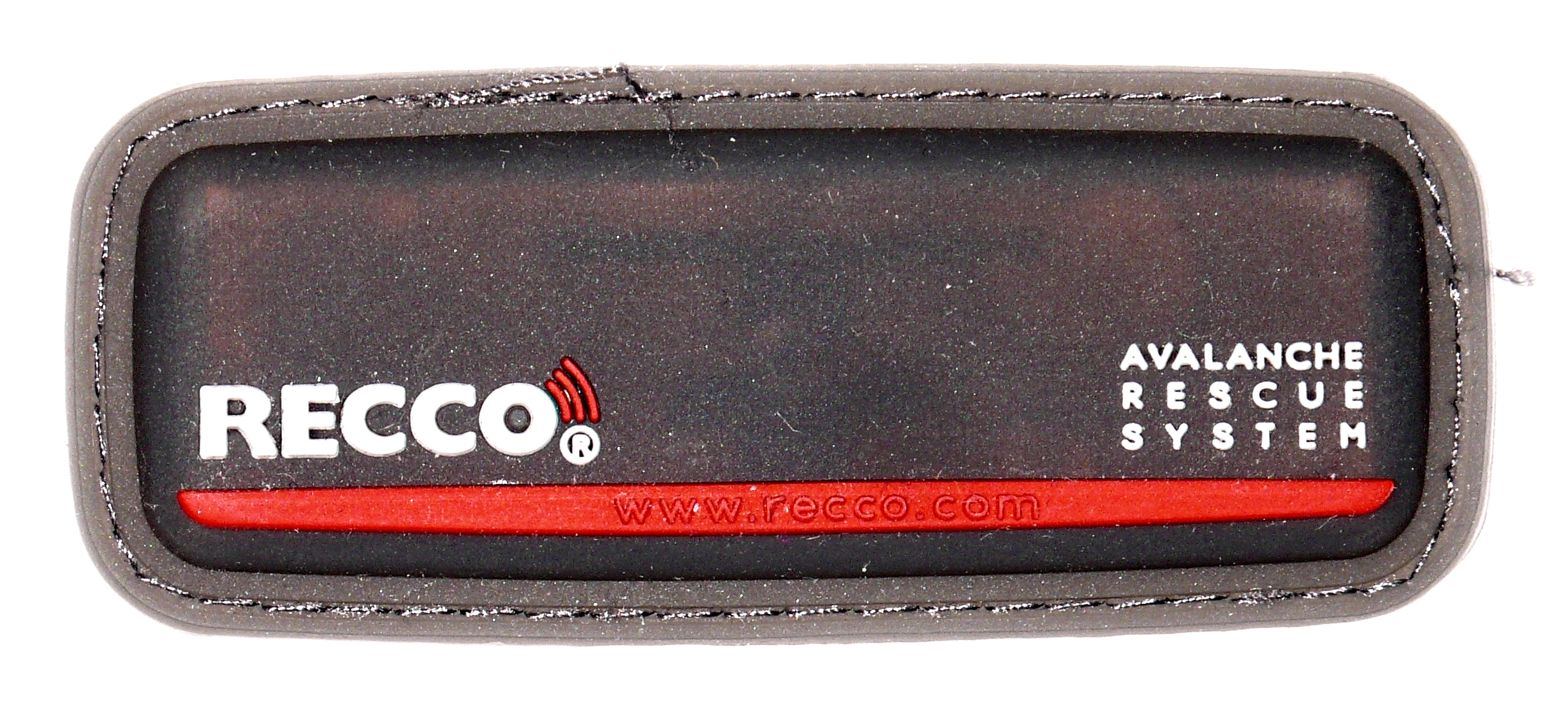
An einem Kleidungsstück angenähter Reflektor

RECCO ist der Markenname des von der Firma RECCO AB (Schweden) weltweit vertriebenen Lawinenverschütteten- und Vermissten-Ortungssystem. Das Recco-System arbeitet mit passiven Reflektoren und aktiven Suchgeräten nach dem Prinzip des harmonischen Radars. Die Reflektoren benötigen keine eigene Energieversorgung und können daher kostengünstig in Wintersportbekleidung und -ausrüstung eingebaut werden. Das System kann professionellen Rettungsteams das Auffinden von Verschütteten und Vermissten erleichtern.

## Technik

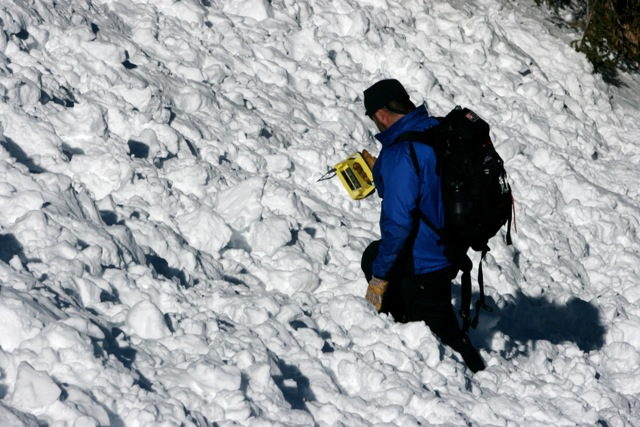
Bergretter beim Training mit dem R9-Detektor

Das System basiert auf dem Prinzip der Frequenzverdopplung durch eine Halbleiterdiode. Die maximale Reichweite des Recco-Systems beträgt laut Hersteller 200 Meter an der Oberfläche und 30 Meter bei der Suche im Schnee. Das Suchsystem kann von Hubschraubern aus eingesetzt werden.
Die Bergrettungsdienste müssen mit einem aktiven Suchgerät ausgestattet sein. Von diesem Handgerät werden Funksignale ausgesendet, die von den Reflektoren (in der Kleidung oder auf der Ausrüstung angebracht) zurückgeworfen werden. Der Reflektor bestehen aus einer Kupferantenne mit aufgelöteter Diode. Das Detektorgerät wiegt 1,6 Kilogramm und sendet auf der Frequenz 915 Megahertz ein Signal mit maximal 5 Watt Peak-Leistung aus. Der Detektor empfängt das durch die Diode frequenzverdoppelte Signal auf 1830 Megahertz und enthält einen Frequenzfilter, der das Sendesignal unterdrückt.

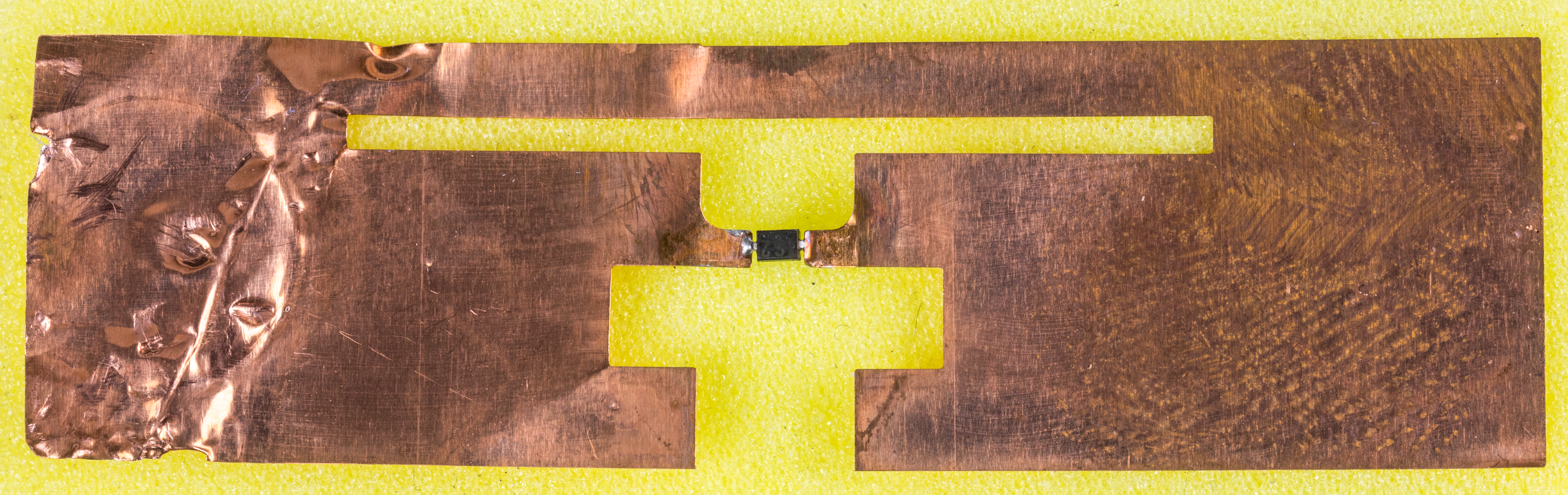
Kupferantenne mit Diode

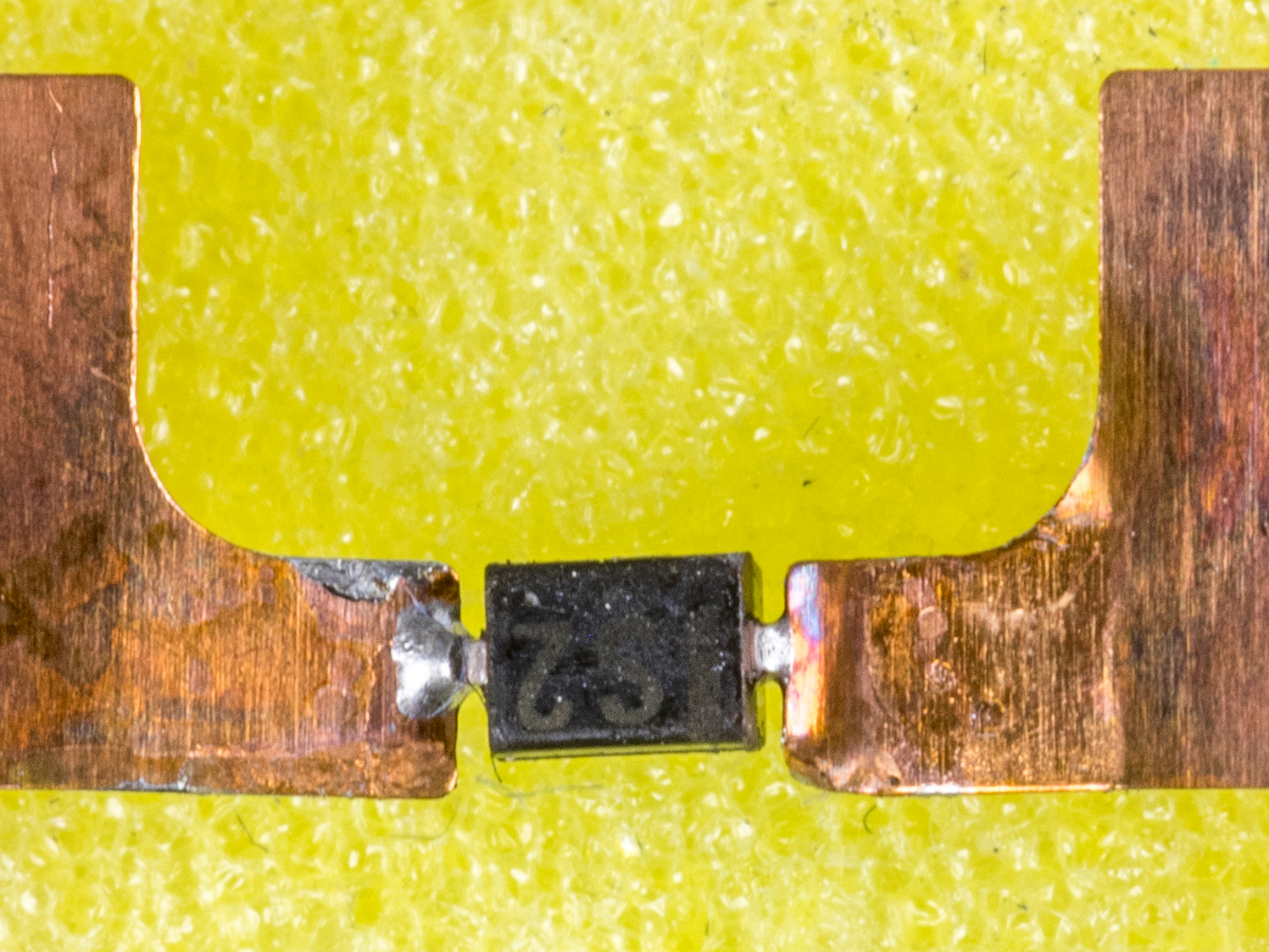
Detail: Diode

Viele elektronische Geräte wie z. B. Handys, Kameras, Funkgeräte können ein Recco-Signal reflektieren, auch wenn sie ausgeschaltet sind (Reflexion an Metall). Die Reichweite ist jedoch begrenzt, von wenigen Zentimetern bis zu mehreren Metern.
Anfang der 1990er Jahre hatte Recco Schwierigkeiten, sich am Markt zu etablieren. Mittlerweile wird Winterausrüstung jeder Preisklasse mit Recco-Reflektoren angeboten. Viele Lawinenrettungsdienste in größeren Skigebieten sind mit Recco-Suchgeräten ausgerüstet. Außerhalb der Alpen (z. B. in Mittelgebirgen) sind meist keine Recco-Suchgeräte für den Einsatz vorhanden.

## Kritik
Eine durch das Recco-System suggerierte zusätzliche Sicherheit für den Sportler ist kritisch zu bewerten, denn die Überlebenswahrscheinlichkeit in einer Lawine hängt direkt von der Dauer der Verschüttung ab. Die Reflektoren können in keiner Weise andere Systeme wie ein LVS-Gerät ersetzen. Ein weiterer Nachteil des RECCO-Systems besteht darin, dass das Suchgerät nur Rettungsdiensten zur Verfügung steht.

## Alternativen
Mithilfe von LVS-Gerät, Lawinensonde und Lawinenschaufel können die nicht verschütteten Mitglieder einer Skitouren-Gruppe sofort mit der Verschüttetensuche beginnen und so die Überlebenschancen des Verschütteten deutlich erhöhen. Ein Lawinenairbag kann als Eigensicherung vor einer Komplettverschüttung schützen.

## Einsatz im Such- und Rettungsdienst

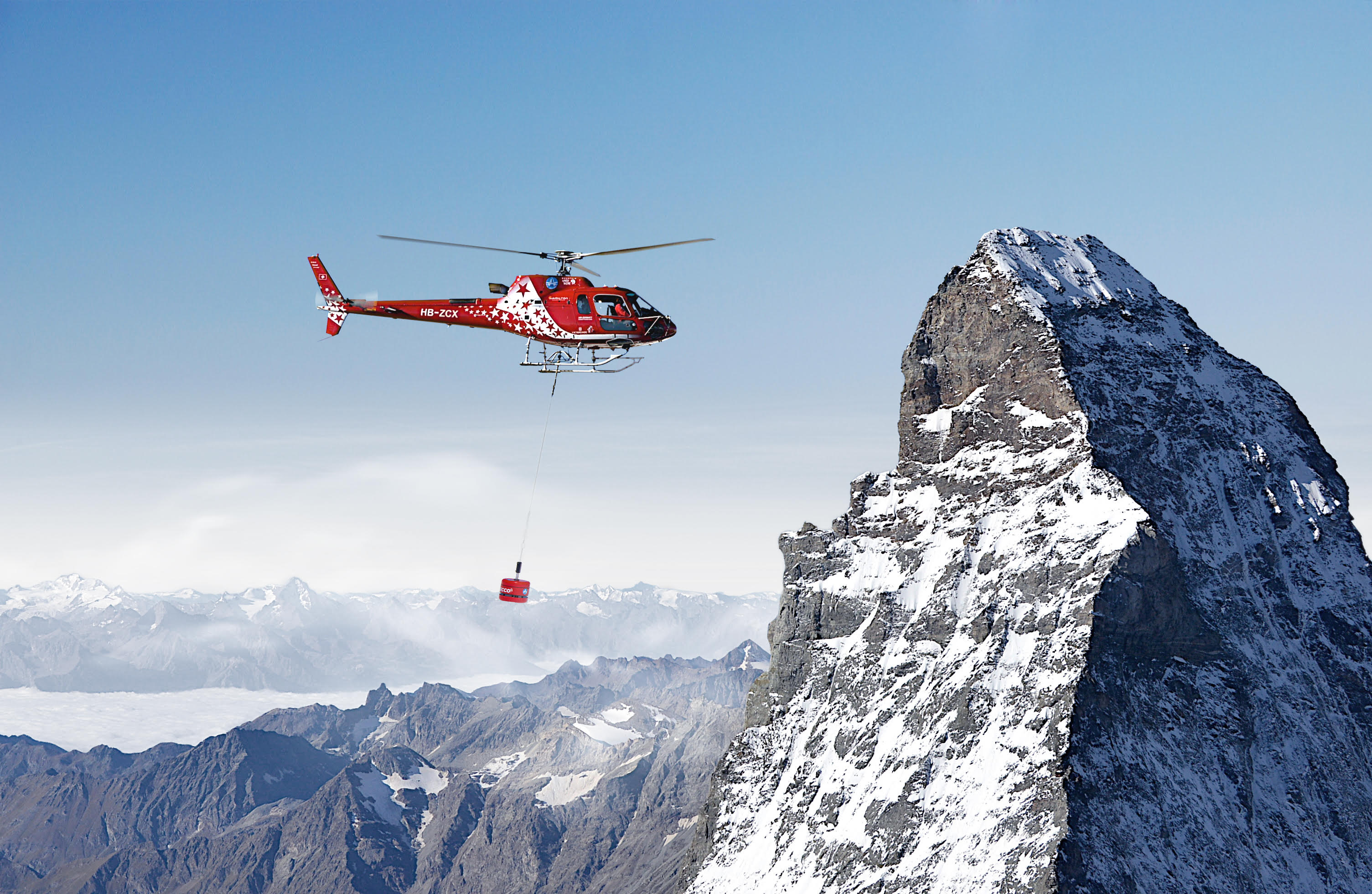
Helikopter mit Recco-Detektor

Der für den Einsatz per Helikopter konzipierte SAR-Detektor ist für eine großflächige Suche nach vermissten Personen durch professionelle Rettungskräfte im offenen Gelände zu jeder Jahreszeit konzipiert. Die vermisste Person muss mit einem Recco-Rettungsreflektor ausgestattet sein, um durch das Detektorsignal geortet werden zu können. Der SAR-Detektor kann aus einer Höhe von 100 Metern einen Suchbereich von etwa 100 Metern Breite abdecken. Bei einer Fluggeschwindigkeit von bis zu 140 km/h kann innerhalb von etwa sechs Minuten eine Fläche von einem Quadratkilometer abgesucht werden. Das Prinzip der Ortung eines Vermissten ist das gleiche wie beim Handdetektor: Der Detektor sendet ein Radarsignal, das vom Reflektor zurückgeworfen wird. Wenn ein zurückgesendetes Signal empfangen wird, können die Rettungskräfte die vermisste Person lokalisieren.
In Österreich stehen Helikopter der Flugpolizei mit Recco-Detektor bundesweit flächendeckend zur Verfügung. Auch in der Schweiz, in Bayern und in Norditalien sind Rettungskräfte mit Helikopter-Detektoren ausgerüstet.